# Livia nigra
Livia nigra är en insektsart som beskrevs av Jan Klimaszewski 1964. Livia nigra ingår i släktet Livia och familjen rundbladloppor. Inga underarter finns listade i Catalogue of Life.